# Rotaria curtipes
Rotaria curtipes är en hjuldjursart som först beskrevs av Murray 1911.  Rotaria curtipes ingår i släktet Rotaria och familjen Philodinidae. Arten är reproducerande i Sverige. Inga underarter finns listade i Catalogue of Life.